# Darren Fisher
Pour les articles homonymes, voir Fisher.
Darren Fisher, né le 10 septembre 1965 à Dartmouth, localité d'Halifax en Nouvelle-Écosse, est un entrepreneur et homme politique canadien. Il représente la circonscription de Dartmouth—Cole Harbour à la Chambre des communes du Canada depuis 2015 sous la bannière du Parti libéral du Canada.